# Yahoo!オークション
Yahoo!オークション（ヤフー オークション）は、LINEヤフー（Yahoo! JAPAN）が提供するインターネットオークションサービス。
略称は「ヤフオク」。当初はユーザー間を中心に呼称されていた非公式の名称だったが、2013年3月27日から2023年10月31日までの間は、これを元にした「ヤフオク!」が正式名称として用いられていた。
本項では、日本国外のYahoo!オークションについても触れる。

## 概要
1998年9月14日、米Yahoo!のサービス拡張の一環として、アメリカ合衆国向け「Yahoo! Auctions」が開始された。
1999年9月28日には、Yahoo! JAPANにより、日本向け「Yahoo!オークション」がサービス開始された。
2007年5月8日、米Yahoo!は同社公式ウェブサイトで、同年6月16日に米国およびカナダでのYahoo!オークションを終了することを発表。最後に入札できる日は同年7月16日、同年10月30日以降はサイトを閉鎖するとした。また米Yahoo!は、香港・シンガポール・台湾でのYahoo!オークションは継続するとした。コムスコアの調査によれば、米国でのネットオークションのシェアはeBayが94%を占め、Yahoo!オークションはわずか0.2%まで低下していた。また同月には、イギリス向けおよびアイルランド向けのサービスも終了している。なお、米国などでのYahoo!オークションのサービス終了に対し、Yahoo! JAPANは「Yahoo!とYahoo! JAPANは別会社で、日本のYahoo!オークションはまったく別のサービスなので、影響を受けることはない」と述べた。
また、日本のYahoo!オークションでは、Yahoo! JAPANが2007年8月上旬より、Yahoo!プレミアム会員以外に入札上限額（5,000円）を設定した。
日本のYahoo!オークションは、2008年12月13日には出品商品の総数が2,000万件を超え、日本最大のネットオークションサイトとなった。2000年代後半から2010年代前半には、日本ではYahoo! JAPANの利用者が多く、Yahoo!オークションにも出品者・入札者双方が集まりやすくなった。
2013年10月には、Yahoo! JAPANがEC事業改革を発表し、Yahoo!オークションやYahoo!ショッピングの出店料などを無料化するとした。
以下では特記しない限り、日本向けのYahoo!オークション（ヤフオク!）について説明する。

## 利用方法

### 利用のための登録
ヤフオク!の利用にはYahoo! JAPAN IDが必要である。Yahoo! JAPAN IDの登録には年齢制限はないが、ヤフオク!は満15歳以上（中学生を除く）の者が利用できる。ヤフオク!ではYahoo! JAPAN IDが公開される。
架空名義でYahoo! JAPAN IDを大量取得し、多額の特典ポイントを得たとされる事件が相次いで発覚したことから、2020年2月頃より、Yahoo! JAPAN ID作成が携帯電話の電話番号による登録（その際にSMS認証が必要）のみに変更され、従来のメールアドレスによる登録はできなくなった。また、同時に一定期間利用実績がないYahoo! JAPAN IDの利用停止措置が段階的に実施され、ログインできなくなった（この場合は停止されたYahoo! JAPAN IDは再使用できないため、新たなYahoo! JAPAN ID作成が必要。）。
Yahoo! JAPAN IDを登録することで、入札（特定カテゴリを除く）が可能となる。また、ウォッチリストへの商品追加、オークションアラートの設定、出品者への質問、違反商品の申告などができる。のちに出品者へのフォロー機能が追加された。
出品を行うには、本人確認としてYahoo! JAPAN IDでのSMS認証が必要となる。ただしYahoo! BB、Yahoo! カードを契約しているYahoo! JAPAN IDであれば、契約時にすでに本人確認が完了しているためSMS認証は必要ない。そして出品者情報の登録を行う。出品者情報には氏名・住所・電話番号を登録し、これらの情報は落札者に自動的に通知される（匿名配送を除く）。
かつては出品にはYahoo!プレミアム会員登録（有料）が必要であったが、2018年11月12日からは、出品にもYahoo!プレミアム会員登録は不要となっている。
特定カテゴリ（自動車・オートバイの車体、船の船体）の入札・出品については利用の要件が異なり、出品にはYahoo! プレミアム会員登録が必要である。入札にはYahoo! プレミアム会員登録は不要となっている。
サービス開始当初は、無料のYahoo! JAPAN IDを登録するだけで本人確認も行わず利用できたため、オークション詐欺が多発する事態になった。そのため出品にはYahoo!プレミアム会員登録（有料）をする形に変更された。遅れて住所確認手続きが追加導入された。Yahoo!プレミアム会員登録すると出品、5,000円以上での入札、特定カテゴリでの入札、値下げ交渉ができるという形になっていた。
Yahoo!プレミアム会費は、2001年5月28日からは月額294円（消費税込）に値上げ、2008年12月1日に月額346円（消費税込）、2012年10月から399円、2016年3月からは498円に値上げした。2019年10月からは508円となっている。

### 入札方法
ヤフオク!の入札方法は「自動入札」と呼ばれる仕組みで行われる。入札する際に設定した金額が自分の「最高入札額」となり、他の入札者が参入した際に自分の最高入札額を上限として、相手が入札するたびに入札単位ずつ価格を上げて自動的に再入札が行われる。入札単位は1,000円未満までは10円、5,000円未満までは100円、1万円未満までは250円、5万円以上からは1,000円。

### 取引方法
2018年3月1日、商品代金の支払い方法がYahoo!かんたん決済のみとなり、終了後に落札者へ振込先の口座を知らせる（Yahoo!かんたん決済を介さず、直接の振込先の口座を知らせる）のも禁止となった（オークションストアとの取引・一部例外となるカテゴリは対象外）。
過去の支払い方法や発送方法などの取引の条件は、出品者が出品時に設定することができ、落札後に出品者と落札者との間で決定されるが、主に以下の何らかの方法が選択される（ただし、オークションストアでの出品や、一部の取引は異なる場合がある）。なお、オークションストアの場合には、別途消費税を徴収することも認められている（消費税を含めた総額表示が義務づけられていないため、別途加算する必要がある）。
支払方法
- Yahoo!かんたん決済のみ（クレジットカード、Tポイントとの併用可）
- インターネットバンキング・ジャパンネット銀行支払い・コンビニ支払い・Yahoo!マネー/預金払い）

過去に利用できた支払方法
- 出品者が指定する金融機関への振込（都市銀行・地方銀行・信用金庫・ゆうちょ銀行など）
- 代金引換（宅配便、郵便）
- 切手、商品券
- Yahoo!ネットバンキング - 2012年8月をもってサービス終了。

発送
- 郵便・メール便・Yahoo!ゆうパック・宅配便・手渡しなど

### 匿名サービス
2007年 - 2011年、匿名取引ができるエスクロー（仲介）サービス「受け取り後決済サービス 」が存在した。利用料や登録料は一切かからず、住所などの開示が不要な匿名（開示・半開示も可能である）での取引が利用できる。匿名の場合、落札者の宛先は、JPエクスプレス（ペリカン便）の場合は送付先を担当する営業所名、ヤマト運輸（宅急便）の場合は送付先の市区町村名まで表示される取引などは以下の流れで行われる。
- 出品についてはジャパンネット銀行の口座が必要で、Yahoo!ネットバンキングと、Yahoo!ネットバンキング決済連携サービスに登録が必要である。なお、このYahoo!ネットバンキング決済連携サービスを利用すれば、ジャパンネット銀行の口座管理手数料が無料になっていた[36]。
  - 発送については、受け取り・発送のいずれかがヤマト運輸が利用できるコンビニ（日本国内のセブン-イレブン）の場合はヤマト運輸となり、自宅発送で自宅受取の場合は、JPエクスプレス（一部地域をのぞく）または、ヤマト運輸（離島は委託業者）が選択できる[37]。
- 落札については、ジャパンネット銀行の口座＋Yahoo!ネットバンキングの利用の場合、振込無料で口座を開示する必要がない。通常の振込方法も利用できるが、口座の開示や金融機関の所定の手数料が必要になる。
  - 受取については、ヤマト運輸の場合、コンビニ（セブン-イレブン）で24時間受取が可能である[38]。JPエクスプレスの場合は、Yahoo!ポイントが貰える[39]。
- 一部のカテゴリの出品については、トラブル防止のため受取後決済サービスなどを利用しないと出品できない[40]。

その後、2017年6月20日にはゆうパック・ゆうパケット（おてがる版）が、2018年8月27日正午よりヤフネコ!パックが、ヤフオク!で導入されて匿名配送（プライバシー配送）が再び実現した。

## 官公庁オークション
「Yahoo! 官公庁オークション」として「インターネット公売」と「公有財産売却」のサービスが行われている。ヤフオク!とは利用方法が異なる。
2004年7月より「インターネット公売」として開始。これは行政機関が税金などの滞納者から差し押さえた財産を、国税徴収法などに則り売却する手続きの一部で、インターネット公売で落札された物件の代金は、 滞納者の未納税金などの支払いに充当される。
「インターネット公売」は、行政機関が滞納者から物品を差し押さえても現金化できず困っていたところ、東京都庁の職員がYahoo!オークションで知人の玩具が高値で落札されたことを知り、東京都からヤフーに働きかけがあった。これを受け、ヤフーが社会貢献にもなるとして、1年をかけてシステムを構築しサービスを開始。その後すぐに地方自治体からの問い合わせが相次ぎ、2年目からは参加する自治体が増えた。
物品のみならず、商標などの権利もオークションにかけられており、2010年にYOZANが有していた『着メロ』の商標権は都税の滞納により差し押さえられ、東京都主税局により出品されビジュアルアーツに2550万円で落札された。
2007年1月からは「公有財産売却」サービスを開始した。これは行政機関が所有する公有財産を地方自治法などに則り売却する手続きの一部で、落札された物件の代金は出品する行政機関の歳入となる。
「公有財産売却」は、和歌山県庁の若手職員からの提案を受け、2005年に和歌山県が複数のネットオークションに打診し、これにヤフーが応じたことで、和歌山県管財課の財産班長であった川畑徳行が県庁在職中にヤフーと共同でシステムを構築した。初回は和歌山県からの呼びかけで10自治体が参加。翌2008年4月、川畑はヤフーへ転職してヤフオク! 統括本部で官公庁営業主幹官を務めることとなる。

「公有財産売却」のサービス開始後は、差し押さえ物件だけではなく、自治体が所有する不動産や公用車などの公有財産を売却する場としても広く活用された。自動車車体のカテゴリがあるため、自治体バスやコミュニティバスの車体などが出品される例も多く、大阪市営バスの「赤バス」専用車両も出品された。
また公有財産のネットオークションが始まったことで、消防車や救急車など特殊車両のマーケットが生まれた。それまでは定期的な車両更新で税金をかけて廃車していた車両が売れるようになり、海外からの入札により輸出され再利用される道も開かれた。
2014年度には「Yahoo! 官公庁オークション」がグッドデザイン賞を受賞。同年度の落札総額は46億3,719万6,705円に達した。同年度の官公庁オークションで、自動車カテゴリで最高値で落札された出品物（単価）は、同年に廃止された大阪市営バスの「赤バス」車両で、導入後わずか2年で一挙12台が放出された日野・ポンチョ（1台933万円、12台が同額で落札）であった。公有財産売却ではそのほか、川崎市が等々力陸上競技場の座席を出品（20個が計16万2,780円で落札）、差し押さえ公売物件では広島県からクラシックカーのキャデラック（1911年型）とT型フォード（1923年型）が出品され、高値で落札された。
自治体側では思いもよらぬものが高く売れたり、中には差し押さえ品が滞納額より高値で落札され、差額を滞納者に返金した例すらあった。旧車マニアなどが注目してSNSで話題となることもあり、自治体担当者もネットでの反応を参考にしているという。
2018年度には、参加自治体数は891団体、出品総数は2万2,059品、落札総額は38億8,329万7,725円となり、累計落札額は約495億円に達した。
ヤフーは2020年9月16日、官公庁オークションのサービスを2021年3月末日をもって終了すると発表した。地方自治体にとっては公有財産や差し押さえ物件を高値で売却できる場として定着しており、終了後の対応が模索されることとなった。これを受けて同日、「Yahoo! 官公庁オークション」を引き継ぐ形で、紀尾井町戦略研究所株式会社（KSI、本社：東京都杉並区）が2021年春から「KSI官公庁オークション」を開始すると発表。KSI代表取締役社長の別所直哉は「Yahoo!官公庁オークション16年の歴史は、行政サービスのデジタル化を官民連携で推進してきた歴史でもある。ヤフー株式会社時代から関わってきた縁もあり、このサービスのバトンを受け継ぐことを光栄に思う」と述べた。別所はヤフー株式会社の法務本部長だった経歴もあるが、ヤフー株式会社は「KSI官公庁オークション」には関与しない。

## 歴史

### 1999年
日本向けYahoo!オークションは、1999年9月28日にサービスを開始した。
日本向けでは楽天市場などが先行してインターネットオークションサービスを行っていたが、Yahoo!オークションは無料で利用できるという点で、また、最大手のeBayが日本語・日本向けローカライズ参入していなかったこともあって、利用者数を増やしシェアを急速に広げ、ほぼ独占状態となった。この当時のシステムは、ユーザ登録の際に本人確認を行っていなかったため、出品者によるオークション詐欺などの犯罪行為や不正行為が容易であるという欠点があった。

### 2000年
早くも犯罪や不正が懸念されたことから、2000年9月に専門会社と提携することによるエスクローサービスを開始した。2001年の最盛期には5社から選択できるようになっていたが、手続きが煩雑だったことなどから敬遠され、その後撤退したサービスも相次いだ。

### 2001年
2001年5月28日には、犯罪防止のための本人確認の意味合いを兼ねてサービスが有料化され、出品・入札・落札にかかわらずサービス利用のための本人確認費用（オークション参加料）が毎月課金されることとなった。この有料化には多くの利用者が批判的であり、出品数や入札数が一時的に激減したが、その後は大幅に増加した。Yahoo! JAPANによれば、いたずら出品、違法出品やトラブルが減少したとされるが、同時に「タイムマシン」などのジョーク出品もほぼ消滅した。
Yahoo! JAPANはこの有料化と同時に、詐欺に遭った利用者に対して被害額を最高50万円までを補償する「オークション補償制度」を導入。その後、Yahoo! JAPANは「自己責任」を強調しモラルハザードを防ぐためという理由で、補償額を被害額の80%までとするとともに、1度補償を受けた場合には、その後1年間は一切補償しない制度に改めた（なお、この他にも細かい規制があるほか、制度の改正が頻繁に行われる）。

### 2002年
2002年4月には1回の出品につき10円が「出品システム利用料」として、また2002年5月には商品が落札された際に、その落札額の3%（後に5%。自動車車体など一部のカテゴリはそれに応じた金額）が「落札システム利用料」として徴収されるようになった。すなわち、商品の出品自体に対して課金が発生するようになった。
このような料金制度の導入の目的について、Yahoo! JAPANはインフラの整備、広告やいたずら目的の出品の抑制、出品者と入札者との間の不公平感の是正などを挙げている。しかし、ネットオークション世界最大手のeBayが2002年3月いっぱいで日本向けから撤退した直後の導入であり、独占的な立場を利用した値上げではないかとの指摘も多くなされた。この料金制度の導入により、オークションへの総出品数は同年3月の約420万件から6月には約230万件と半減したが、平均落札額や落札率は上昇した。これについて、Yahoo! JAPANは当時、ユーザにとって不要な出品が減少したと分析している。

### 2004年
2004年4月、Yahoo! JAPANは消費税法の改正（消費税を含む総額表示の義務化）に伴い、落札代金および送料以外の料金を出品者が落札者に対して求める行為を禁止した。出品料や落札システム利用料などは出品者側に負担が発生する仕組みであるが、これを消費税のように落札者側に負担させる手法が広く行われていた。Yahoo! JAPANはこれに不満を抱く落札者から苦情が多く寄せられていたとして、この法改正に合わせる形で禁止に踏み切ったが、オークションストアに限り、落札代金に消費税を上乗せして求めることは認められている。
2004年7月1日には、オークション詐欺などのトラブル防止を目的として新規出品者（新規出品者であってもYahoo! BBユーザーやオークションストアのユーザーについては除外）に対する住所確認制度を導入した。住所確認用の情報を配達記録郵便で送付し、それをWeb上で認証させ、住所確認を行うというシステムで、1年に3回までは登録・変更は無料で行うことが可能だが、4回目以降は1回につき525円（税別500円）が課金される。

### 2006年
Yahoo! JAPANが誕生してから10周年を迎えた2006年には、10周年記念企画として各種無料キャンペーンを展開した。その第一弾として、4月19日からオークションストアの出品物への入札・落札について実質的に無料開放（プレミアム会員登録をせずとも、Yahoo! JAPAN IDのみで利用可能）。続いて第二弾として、6月21日からYahoo! JAPAN IDを取得して3年以上経過しているユーザーとYahoo! BB利用者については、オークションストアの制限を撤廃し一般出品物への入札・落札の無料化を実施した（Yahoo! BBユーザーのみ、出品についても無料化）。
その後の2006年10月11日には、オークション被害の大半は出品者が原因となって発生するものとして、先の無料キャンペーンでかけられていたID別の制限を撤廃、入札・落札の完全無料化および利用登録の簡略化を実施し、プレミアム会員登録をしなくとも入札および落札ができるキャンペーンを開始した（ただし、不動産や自動車の車体など公的な手続きを要する、特定カテゴリの商品についてはこのキャンペーンは適用されない）。これには利用者を増やす狙いがあったが、一方で不正入札や不正落札が増え、一部で混乱を招いた。なお、このキャンペーンは当初2007年6月20日正午までの期限つきであったが、のちに2007年8月7日16時までに延長された。

### 2007年
5月9日には個人情報の保護と取引の安全性向上の理由により、電子メールを用いることなく出品者と落札者間の連絡を行う「取引ナビ」機能を追加。その後しばらくは取引ナビと従来のメールアドレス表示が共存する状態となったが、メールアドレスの表示は同年7月4日に終了し、以降は取引ナビに一本化された。従来は、オークション終了後の取引の連絡を電子メールで行うシステムであったため、見ず知らずの相手にメールアドレスを公開することが強制されていたが、取引ナビへの移行はこの問題を解決するものであった。しかし取引ナビは投稿回数の制限（各人15回ずつ）があり、一定期間後は見ることができなくなることや、ファイルが添付できないなど、電子メールでの取引に比較し制限が多くなった。
10周年記念企画の無料キャンペーン終了後、2007年8月7日16時（JST）から、Yahoo! JAPANはオークション利用条件を変更した。無料キャンペーン時の条件をほぼ踏襲しているものの、無料会員については「入札の上限額が一律5,000円未満まで」という新しい条件が付け加えられた。5,000円以上の入札については、プレミアム会員登録をしているユーザー、Yahoo! BBユーザー、Ezwebのモバイルオークション会員のみとなった（これら以外であってもソフトバンクモバイル端末からアクセスした場合には可能となるが、不動産や自動車の車体などの特定カテゴリへの入札はできない）。なお、出品についてはプレミアム会員登録をしているユーザーのみが行える。
12月4日、eBayがYahoo!オークションとの提携を発表。
Yahoo!オークションでは常にオークション詐欺が大きな問題となっており、2005年までは本人確認、出品の有料化、システム利用料の導入等にもかかわらず被害は悪化の一途をたどった。しかし2007年には最悪だった2005年に比べ、被害額が1割程度に減少したとされる。

### 2010年
- 2月23日、iPhone版アプリケーションがリリースされる[79]。
- 9月30日、Android版アプリケーションがリリースされる[80]。

### 2013年
- 3月27日、従来の略称としても用いられていた「ヤフオク!」を正式に採用[81]。
- 6月上旬、検索ページのデザインが若干変化した。
- 10月7日、Yahoo! JAPANがEC事業改革を発表。ヤフオク!出品料、Yahoo!ショッピング出店料などを無料化[82]。同時に一般ユーザーの入札上限額が廃止され、一般ユーザーでもほとんどの商品で5,000円以上の入札・落札が可能となった[82]。
  - 10月7日16:00（JST）以後、有料のYahoo! プレミアム会員登録でないと利用できなかった5,000円以上の入札や値下げ交渉が、無料のYahoo! JAPAN IDでも可能となった。オークションの出品利用料も、これまで「月10個以内は無料、それ以上は有料」「月10個以内でも特定カテゴリの商品出品は有料」とされていたのを一律無料とした。なお、特定カテゴリ商品の出品、不動産など公的手続きが必要な商品の出品には、出品には従来どおりYahoo!プレミアム会員登録が必要である。また「商品未着お見舞い制度」を5,000円未満の入札にも適用したほか、購入意思のない「いたずら入札」によるトラブル防止対策として「入札者認証制限」[83]や、悪い評価の多い落札者の入札を拒否できる「入札者評価制限」導入などの改善がなされた[84]。

### 2016年
- 1月15日、Yahoo!かんたん決済の手数料が無料化となり、これに伴い落札システム利用料を値上げをした[85]。
- 5月26日、電子マネーのYahoo!マネーで取引が使用可能になった[86]。
- 6月23日、即決価格でプレミアム登録不要で出品できる「ワンプライス出品」機能がリリースされる。ただしヤフオク!アプリ限定だった。
- 10月19日、落札者以外の商品名とリンク先が表示されない（閲覧できない）よう改善された（「ログイン中のID」と「落札者のID」が一致する場合のみ表示され、「非ログイン」または「IDが不一致」の場合は表示されない[87]）。

### 2017年
- 2月2日、「ワンプライス出品」機能を正式サービスにした「フリマモード」がリリースされる。これによりパソコンのヤフオクなどすべてのデバイスで利用できるようになった[88]。
- 11月8日、問題となっているチケットの高額転売の禁止を発表。

### 2018年
- 3月1日、商品代金の支払い方法がYahoo! JAPAN公式エスクローサービスの「Yahoo!かんたん決済」のみとなり、従来の銀行口座を指定した直接振込による支払いが禁止された。ただし、オークションストアなど一部例外もある[89]。
- 3月19日、Yahoo!プレミアム会員登録不要、ヤフオク!アプリ限定で、機能や特典に差がありながらも月額会員費無料でオークション出品を利用できるようになった[90]。
- 10月16日、ヤフオク!で全国一律料金の配送サービスが提供された。出品時に送料を出品者負担にし、配送方法を「ヤフネコ!パック（ネコポス、宅急便コンパクト、宅急便）」、「ゆうパック（おてがる版）」、「ゆうパケット（おてがる版）」のいずれかに指定することで可能となる。[91]
- 11月12日、従来スマホアプリのみで可能だったYahoo!プレミアムに会員登録をしていない状態での出品が、パソコンやスマートフォンのWebブラウザからも行えるようになる。しかし、Yahoo!プレミアム登録なしのオークション出品は、落札システム手数料が8.64%から10%に増額されるほか、付帯サービスにも差がある[92]。

### 2019年
- 6月3日、電子決済サービスのPayPayでヤフオクで落札した商品の代金を支払えたり、出品した商品の売上金をPayPayにチャージしたりできるようになった[93]。

- 8月1日、ヤフオク!などのキャンペーンで付与している期間限定Tポイントが、PayPayボーナスライトに変更[94]。

- 10月3日、落札代金を自動で受取口座に振り込む機能が終了する。その後、売上金は例外の銀行を除いて手数料を払って受取口座に振込依頼をするか、PayPayにチャージにするかを選ぶことになる[95]。

### 2020年
- 2月7日、新型コロナウイルスの影響で品薄となっているマスクの高額取引が問題になっていることを受けて、ガイドライン細則を改訂[96][97]。災害などの緊急時に必要な物品を不当な利益を得る目的で出品していると思われる場合は運営の判断で削除できるようにした[97]。
- 9月16日、Yahoo! 官公庁オークションを2021年3月末で終了することを発表[57][53][59]。

### 2023年
- 11月1日、本サービスの名称を「Yahoo!オークション」に戻した[5][98][99]。

## 問題点
インターネットオークションは登場当初から種々の問題を抱えてきたサービスでもある。日本ではインターネットオークションのシェアの大半をヤフオク!が占めていることもあり、多くの問題がヤフオク!でも起きている。
ヤフオク!に対しては、このような問題への有効な解決策が導入されることがあまりないとの批判がある。主な批判としては以下のものがある。
- 問題のある商品
  - 盗品またはその疑いのある商品がYahoo!オークションで売買されているという指摘がある。たとえば農産物の盗難事件が多発した際には、Yahoo! オークション!と農産物盗難事件とに関連があるのではないかという記事が経済雑誌『実業界』2003年12月号に掲載された。
  - コンサートやスポーツ、同人誌即売会などの各種イベントにおいては、開催者はチケットの出品や転売・譲渡の禁止を明文化しているが、これらの注意に従わず出品されるケースが多く、大半で出品を取り消される前に落札される（チケットそのものの単純な所持や、本来の目的に則した使用自体は法律で禁止されていないため）。なお過去には、2002年・2006年に開催されたFIFAワールドカップのチケットの出品が全面的に禁止され、ヤフオク!も全面的に協力したことがあるが、それ以外のイベントにおいては、チケットの出品に具体的な禁止事項を設けておらずほぼ黙認された状態となっていたが、高額転売に反対する意見広告が掲出されたことをきっかけに、2017年11月8日にチケットの転売禁止を正式に発表し、高額転売の根絶を目指すとした[100]。
- 取引上の問題
  - Yahoo! JAPANの査定をクリアしたオークションストアであっても、それだけで信頼できるとは限らない。一例として、2006年12月にはオークションストアとして出品していた「家電ドットコム」が、約1,700人の落札者に商品を発送せず連絡が取れなくなるという大規模なオークション詐欺事件が発生した[101]。Yahoo! JAPANは、被害額の補償に80%かつ50万円以下という制限を設けているが、この件では例外的に全額を補償した。

### 集団訴訟
2005年3月、こうした犯罪行為が頻発する原因は「Yahoo!オークションのシステムに問題・欠陥があるため」として、主にYahoo!オークションで詐欺に遭った被害者が中心となって結成された原告団が、ヤフー株式会社に対し損害賠償を求める集団訴訟を提起した。2008年3月に名古屋地方裁判所が原告の請求を棄却、2008年10月に名古屋高等裁判所が原告による控訴を棄却、2009年10月に最高裁判所が原告による上告を棄却したことにより、原告の敗訴が確定した。